# Aquamarine (canção)
"Aquamarine" é uma canção da cantora estadunidense Addison Rae, lançada em 25 de outubro de 2024 através da Columbia Records, como segundo single de seu álbum estreia Addison (2025). Assim como sua antecessora, a canção recebeu muitos elogios da crítica especializada e do público em geral. Uma faixa deep-house e dance-pop com fortes influências do eurodance, sua letra fala sobre autoconhecimento. A canção foi coescrita por Rae, Elvira Anderfjärd and Luka Kloser.

## Antecedentes
Rae compartilhou os primeiros indícios de novas músicas em junho de 2024 através de suas redes sociais. Durante uma participação especial em um show de Los Angeles da turnê Brat Live (2024) de Charli XCX, ela postou um vídeo de biquíni e salto agulha caminhando debaixo d'água em uma piscina enquanto um trecho de "Aquamarine" tocava por cima, o que rapidamente ganhou atenção online . Posteriormente, outro trecho da canção foi incluído no início do videoclipe de "Diet Pepsi". Rae disse: "'Diet Pepsi' sempre seria a primeira coisa que eu lançaria, esta parecia a escolha certa para dar continuidade... Acho que é muito diferente, mas também está no mesmo universo. E acho que isso foi realmente essencial — que parecesse muito coeso e pudesse existir no mesmo mundo". A música é sobre autoconhecimento, com Rae afirmando: "A palavra é tão bonita e a cor é tão maravilhosa que eu pensei: 'Como posso fazer uma música que contextualize esse sentimento?'".